# Charlton Heston (film)
Charlton Heston este un film românesc din 2016 regizat de Andrei Crețulescu. Rolurile principale au fost interpretate de actorii Șerban Pavlu, Radu Iacoban.

## Distribuție
Distribuția filmului este alcătuită din:
- Adrian Titieni
- Sergiu Costache
- Radu Iacoban
- Șerban Pavlu
- Ana Ciontea
- Victor Rebengiuc
- Andreea Vasile
- Gabriela Popescu
- Rodica Lazăr
- Ana Ularu
- Gavril Pătru
- Dorian Boguță